# Beerenplaat

Beerenplaat

Beerenplaat is een kleine woonkern bij een drinkwaterproductiebedrijf. Het maakt deel uit van de Nederlandse gemeente Nissewaard en is gelegen op de oostelijkste punt van het eiland Voorne-Putten.
De woonkern bestaat uit een boerderij en enkele bungalows, waarvan de bewoners allen werkzaam zijn bij het drinkwaterbedrijf. Net ten noorden van het drinkwaterbekken, op het buitendijkse deel van de plaat, ligt een klein bosreservaat (niet toegankelijk) dat beheerd wordt door Staatsbosbeheer. De unieke ligging van Beerenplaat tussen de rivieren Oude Maas en Spui maakte dat het lange tijd alleen te bereiken was via de dijk langs het Spui, sinds 2014 is het ook via de wijk Maaswijk te bereiken langs de Oude Maas. Er is ook een fietspontje naar Oud-Beijerland en Rhoon. Volgens een oude kaart van de ringdijk van Putten en zijn polders lag vroeger op deze locatie het gehucht Putten.

## Geschiedenis
De naam herinnert aan het woord 'beer', een ondiepte, een plaats waar stromend water betrekkelijk rustig is, zodat slik bezinkt.

In het verleden is het stukje grond een aantal keren van "eigenaar" veranderd. In eerste instantie was Beerenplaat gemeente Rotterdam, om vervolgens te wisselen naar Oud-Beijerland en daarna gemeente Spijkenisse te worden. Lange tijd is dit ook aangegeven op borden bij het terrein, maar de Beerenplaat wordt niet meer aangemerkt als separate woonkern.
Tot 31 december 2014 was Beerenplaat onderdeel van de gemeente Spijkenisse. Op 1 januari 2015 ging de plaats samen met de gemeente op in de gemeente Nissewaard.

## Berenplaat
Beerenplaat ontleent zijn bestaansrecht voornamelijk aan de productielocatie Berenplaat (sinds de opening in 1966 geschreven met één 'e' in plaats van twee zoals in de naam van de locatie zelf) van drinkwaterbedrijf Evides (voorheen Waterbedrijf Europoort). Deze productielocatie is de grootste van Nederland en voorziet het merendeel van de Zuid-Hollandse eilanden en het Rijnmondgebied van drinkwater, waaronder ook Rotterdam-Zuid. Rotterdam op de noordelijke Maasoever wordt van drinkwater voorzien van de productielocatie gelegen naast de Van Brienenoordbrug.
Kenmerkend aan productielocatie Berenplaat is het grote bekken waarin water, dat via pijpleidingen uit de Biesbosch komt, wordt opgeslagen. Dit bekken heeft een lengte van circa 1,8 kilometer en een gemiddelde breedte van circa 800 meter, in normaal bedrijf wordt echter slechts een klein afgescheiden deel van dit bekken gebruikt. In uiterste nood kan er ook water vanuit de Oude Maas ingenomen worden.
Opmerkelijk aan het productiebedrijf is de architectuur van de gebouwen, alle oorspronkelijke gebouwen zijn ontworpen door Wim Quist. Ook bij latere uitbreidingen (twee extra reinwaterreservoirs, actiefkoolfilters en een uv-behandelingsinstallatie) is aandacht aan de architectuur besteed.

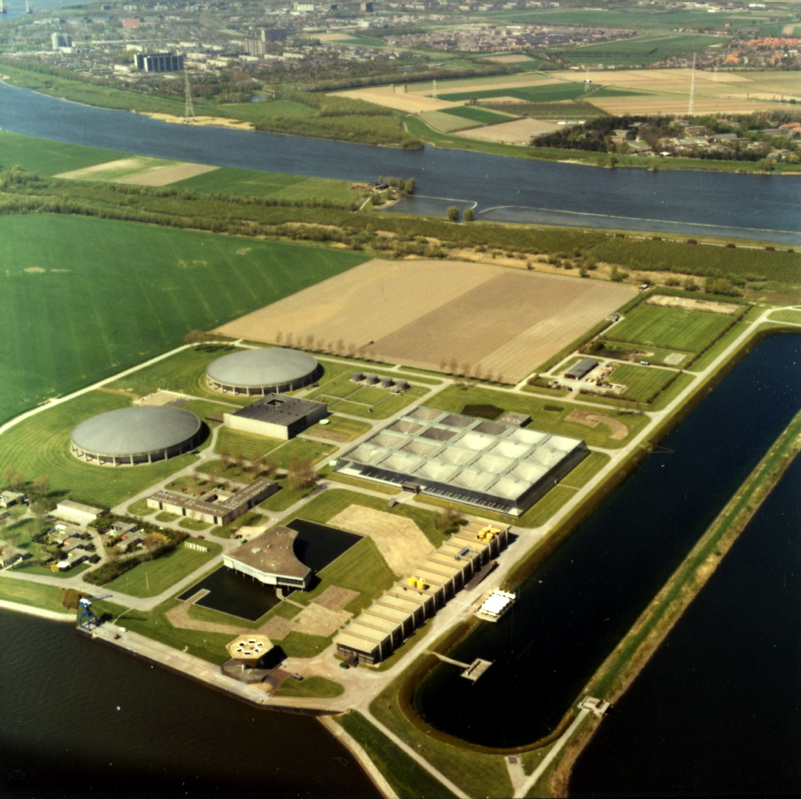
Waterleidingbedrijf Berenplaat 1984
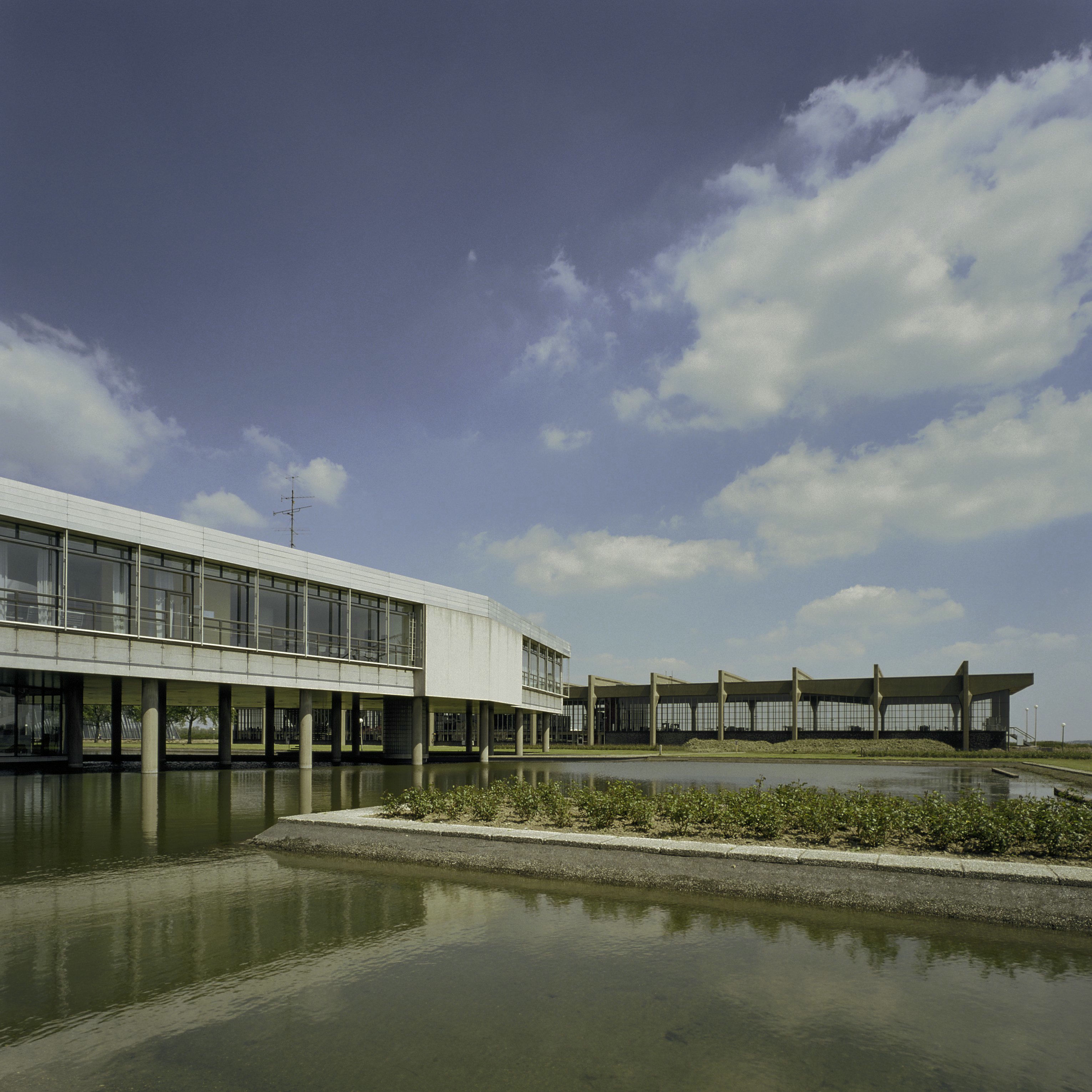
Zicht op het hoofdgebouw en het doseringsgebouw
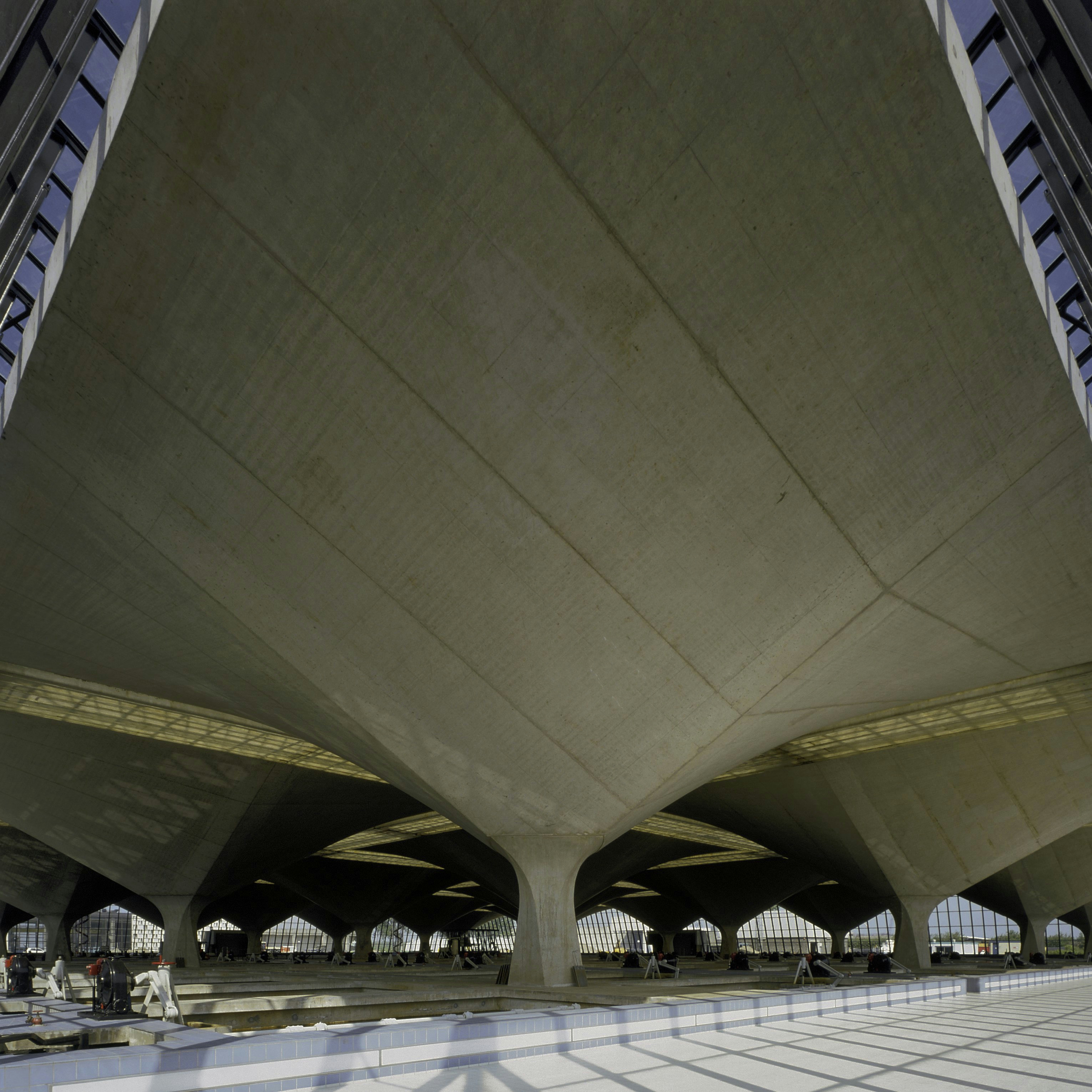
Interieur van het filtergebouw

### Bestemming drinkwater
Het drinkwater van productielocatie Berenplaat is bestemd voor een groot gedeelte van het zuidelijk Rijnmondgebied, waaronder:
- Het zuidelijk gedeelte van Rotterdam
- De Hoeksche Waard
- De Zuid-Hollandsche Eilanden
- Het Westland
- Schiedam
- Vlaardingen
- Maassluis
- Het Rotterdamse Havengebied